# Conflict Tactics Scales
Dieser Artikel wurde auf der Qualitätssicherungsseite des Portals Soziologie eingetragen. Dies geschieht, um die Qualität der Artikel aus dem Themengebiet Soziologie auf ein akzeptables Niveau zu bringen. Hilf mit, die inhaltlichen Mängel dieses Artikels zu beseitigen, und beteilige dich an der Diskussion. (Artikel eintragen)
Die Conflict Tactics Scales (auch CTS-Methode) ist ein von Murray A. Straus 1972 entwickeltes Instrument zur systematischen Erfassung der von zwei Personen während eines Streites angewandten Taktiken.

## Die Methode
CTS misst retrospektiv, welche Taktiken (Schreien, Schubsen, Schlagen usw.) von den Individuen während eines Jahres zur Austragung von Konflikten angewandt wurden. Nicht erfasst werden hingegen die Gründe (z. B. Angriff oder Verteidigung) und die Konsequenzen (z. B. Verletzung) der gewählten Taktik. Mit der Methode soll die subjektive Bewertung der Handlung durch das Individuum ausgeschaltet werden, womit der Forscher bei der Interpretation der Zahlen die Handlung auch nicht bewerten kann.

### Fragenkatalog
Der ursprüngliche CTS-Fragenkatalog enthielt insgesamt 19 Fragen aus drei Kategorien zum Konfliktverhalten der Individuen. Die Kategorien waren "Streiten" (verbale Aktionen, um einen Konflikt durch Diskussion zu lösen), „verbale Aggression“ (Anschreien, Beschimpfen etc.) und „Gewalt“ (Schlagen, Klapsen, Gegenstände werfen usw.). Die Items aus den verschiedenen Kategorien wurden bei der Erstellung des Fragebogens per Zufallsgenerator gemischt. Die Fragen sind symmetrisch gestellt, d. h. es wird jeweils das eigene Verhalten sowie das Verhalten des Partners oder der Partnerin abgefragt. Von den heute im politischen Kontext – insbesondere im Diskurs von Männerrechtlern – erwähnten Untersuchungen beruhen mit Abstand die meisten auf diesem Fragenkatalog, bzw. Auszügen daraus.
Neben grundsätzlicher Kritik wurde an diesem Katalog insbesondere das Fehlen von wichtigen Fragen (z. B. sexuelle Gewalt) kritisiert, die ebenfalls in den Bereich der häuslichen Gewalt gehören. Straus verfeinerte den Fragenkatalog in der Folge mehrmals und nahm neu Fragen zu sexueller Gewalt und zu den erlittenen Verletzungen mit auf. CTS2, der heute in der psychologischen Gewaltforschung mit Abstand am meisten verwendete Fragebogen, besteht deshalb aus 39 Fragen aus fünf Kategorien. Diese sind "Körperlicher Angriff", "psychische Aggression", "Verhandlung", "Verletzungen" und "sexueller Zwang".

### Meta-Variablen
Straus weist explizit darauf hin, dass neben der Anwendung von CTS jeweils zusätzliche Untersuchungen nötig sind, um die Situation korrekt einschätzen zu können (von wem ging die aggressive Handlung aus, und aus welchem Grund).
Um die Situation beurteilen zu können, müssen laut Straus zusätzlich zum Fragenkatalog der CTS folgende Variablen erfasst werden: Geschlecht, Alter, Größe und Gewicht, aber auch die Machtverteilung innerhalb der Paarbeziehung, Grad der Furcht bzw. Einschüchterung, körperliche Verletzungen (der Grad der erlittenen Verletzungen wurde in den Fragenkatalog von CTS2 aufgenommen).
Im Gegensatz zu anderen Methoden misst CTS beide Seiten, d. h. dieselben Fragen werden über das eigene Verhalten sowie das Verhalten des Partners oder der Partnerin gestellt. Dies habe, laut Straus, den großen Vorteil, ein Bild über die Verhaltensinterdependenz beider Parteien zu geben.

## Kritik
Die auf diese Weise erhaltenen Zahlen wurde immer wieder als Beleg für die Hypothese benutzt, häusliche Gewalt zwischen Paaren würde gleich oft von Frauen wie von Männern ausgehen und Männer würden gleich oft Opfer häuslicher Gewalt wie Frauen, obwohl auch Straus darauf hinweist, dass diese Interpretation ohne weitere Untersuchungen nicht zulässig sei. Diese Hypothese rief in sozialwissenschaftlichen, kriminologischen und viktimologischen Kreisen einen Methodenstreit hervor, der bis heute anhält, da die Zahlen mit anderen Methoden bisher nicht verifiziert werden konnten. Auf der anderen Seite werden geschlechtersymmetrische Rohdaten aus CTS-Untersuchungen von politischen Kreisen immer wieder dazu benutzt, die hauptsächlich auf Frauen und Kinder zugeschnittene Opferschutzpolitik westlicher Länder zu kritisieren und infragezustellen.